# Box Office Mojo
Box Office Mojo je internetska stranica tvorca Brandon Graya, koja na sistematičan način i algoritmima prati prihode filmova od kinoulaznica, oglašavanja i prikazivanja. Stranica je osnovana 1999., a 2008. ju je kupila stranica Internet Movie Database, koja se nalazi u vlasništvu tvrtke Amazon.com. Stranica se za statistike koristi samo izvorima iz filmske industrije. Stranica je bila toliko posjećena da je od 2002. do 2011. imala vlastiti forum za raspravljanje i dijeljenje internetskih sadržaja. 10. studenog 2014. stranica je na jedan dan promijenila URL, pa je posjetitelje vodila na IMDb, ali se istoga dana stranici ponovno vratio odgovarajući URL bez objašnjenja.

## Vanjske poveznice
- Službena stranica